# Ligue de diamant 2011 - 800 m masculin
L'épreuve du 800 mètres masculin de la Ligue de diamant 2011 se déroule du 6 mai au 16 septembre 2011. La compétition fait successivement étape à Doha, Rome, New York, Lausanne, Birmingham et Monaco, la finale ayant lieu à Bruxelles peu après les Championnats du monde de Daegu.

## Calendrier
| Date              | Meeting                         | Ville      | Pays        |
| ----------------- | ------------------------------- | ---------- | ----------- |
| 6 mai 2011        | Qatar Athletic Super Grand Prix | Doha       | Qatar       |
| 26 mai 2011       | Golden Gala                     | Rome       | Italie      |
| 11 juin 2011      | Meeting de New York             | New York   | États-Unis  |
| 30 juin 2011      | Athletissima                    | Lausanne   | Suisse      |
| 10 juillet 2011   | Aviva Birmingham Grand Prix     | Birmingham | Royaume-Uni |
| 22 juillet 2011   | Meeting Herculis                | Monaco     | Monaco      |
| 16 septembre 2011 | Mémorial Van Damme              | Bruxelles  | Belgique    |

## Faits marquants
Lors de la première course de la saison, le 6 mai 2011 au meeting Qatar Athletic Super Grand Prix de Doha, la victoire revient au Kényan Asbel Kiprop, vainqueur du 1 500 m de la Ligue de diamant 2010. En l'absence des favoris David Rudisha et Abubaker Kaki, respectivement premier et deuxième du classement général de l'édition précédente, forfaits sur blessures, Kiprop s'impose en 1 min 44 s 74, devant le Britannique Michael Rimmer et le Kényan Alfred Yego.

## Résultats
| Date | Meeting    | 1er                                  | 1er   | 2e                               | 2e    | 3e                                 | 3e    |
| --- | ---------- | ------------------------------------ | ----- | -------------------------------- | ----- | ---------------------------------- | ----- |
| 6 mai 2011 | Doha       | Asbel Kiprop 1 min 44 s 74 (SB)      | 4 pts | Michael Rimmer 1 min 45 s 12     | 2 pts | Alfred Yego 1 min 45 s 17          | 1 pt  |
| 26 mai 2011 | Rome       | Khadevis Robinson 1 min 45 s 09 (SB) | 4 pts | Mbulaeni Mulaudzi 1 min 45 s 50  | 2 pts | Mohammed Al Azemi 1 min 45 s 52    | 1 pt  |
| 11 juin 2011 | New York   | Alfred Yego 1 min 46 s 58            | 4 pts | Mbulaeni Mulaudzi 1 min 46 s 68  | 2 pts | Boaz Kiplagat Lalang 1 min 46 s 75 | 1 pt  |
| 30 juin 2011 | Lausanne   | David Rudisha 1 min 44 s 15          | 4 pts | Marcin Lewandowski 1 min 45 s 01 | 2 pts | Amine Laalou 1 min 45 s 11 (SB)    | 1 pt  |
| 10 juillet 2011 | Birmingham | Abubaker Kaki 1 min 44 s 54          | 4 pts | Marcin Lewandowski 1 min 45 s 47 | 2 pts | Amine Laalou 1 min 45 s 77         | 1 pt  |
| 22 juillet 2011 | Monaco     | David Rudisha 1 min 42 s 61 (WL)     | 4 pts | Asbel Kiprop 1 min 43 s 15 (PB)  | 2 pts | Nick Symmonds 1 min 43 s 83 (SB)   | 1 pt  |
| 16 septembre 2011 | Bruxelles  | David Rudisha 1 min 43 s 96          | 8 pts | Mohammed Aman 1 min 44 s 29      | 4 pts | Asbel Kiprop 1 min 44 s 46         | 2 pts |
| Records et Performances - AR : Record continental (area record) - CR : Record des championnats (championship record) - MR : Record du meeting (meet record) - NR : Record national (national record) - OR : Record olympique (olympic record) - PR : Record paralympique (paralympic record) - PB : Record personnel (personal best) - SB : Meilleure performance personnelle de la saison (season's best) - WL : Meilleure performance mondiale de l'année (world leader) - WJR : Record du monde junior (world junior record) - WR : Record du monde (world record) Circonstances et Conditions - DNF : N'a pas terminé (did not finish) - DNS : N'a pas pris le départ (did not start) - DQ : Disqualification (disqualification) - NM : Aucun essai valable enregistré (No Mark) - Q : Qualifié « directement » au prochain tour (ou à la prochaine compétition), lors d'une compétition majeure, grâce au classement ou à la réalisation des minima (automatic qualifier) - q : Qualifié au prochain tour (ou à la prochaine compétition), lors d'une compétition majeure, grâce au repêchage ou à la réalisation de l'une des meilleures performances parmi celles des « non qualifiés directement » (grâce au meilleur temps ou à la meilleure distance par exemple) (secondary qualifier) |            |                                      |       |                                  |       |                                    |       |

## Classement général
- Classement final[3] :

| Rang | Athlète            | Points |
| ---- | ------------------ | ------ |
| 1    | David Rudisha      | 16     |
| 2    | Asbel Kiprop       | 8      |
| 3    | Alfred Yego        | 5      |
| 4    | Abubaker Kaki      | 4      |
| 5    | Mohammed Aman      | 4      |
| 6    | Marcin Lewandowski | 4      |